# Чаткальская долина
Чатка́льская доли́на (кирг. Чаткал өрөөнү) — долина в западной части Тянь-Шаня в Кыргызстане. Расположена в верхнем течении реки Чаткал, между Пскемским и Сандалашским хребтом на северо-западе и Чаткальским на юго-востоке; с севера ограничена Таласским Алатау.
Высота увеличивается от 1000 м в нижней части долины до 2500 м в верхней. На дне и склонах расположены поля, леса из грецкого ореха и арчи; горные пастбища.